# ENDLESS SUMMER (Kis-My-Ft2の曲)
「ENDLESS SUMMER」（エンドレス・サマー）は、Kis-My-Ft2の26作目のシングル。2020年9月16日にavex traxから発売された。

## 概要
前作「Edge of Days」から約10か月ぶりとなるシングル。2020年にリリースされた自身のシングルは本作のみとなった。
初回盤A/B、通常盤の3形態で発売。初回盤Aには表題曲のMVとメイキングを収録したDVDが付属。初回盤Bにはオリジナルバラエティ「KIS-MY-TV」と、5月31日に配信された「キスマイどきどきーん!生特番」内で初公開された「Positive Man」のMVを収録したDVDが付属している。同曲は3月25日にリリースされたアルバム『To-y2』の収録曲で、番組内で公開された際、「もう一度観たい！」との声がたくさん寄せられたという。
表題曲は、美 少年（ジャニーズJr.）主演のテレビ朝日系金曜ナイトドラマ「真夏の少年〜19452020」主題歌。Kis-My-Ft2のメンバーがレギュラー出演しないドラマの主題歌を担当するのは初。また、2020年9月11日放送のテレビ朝日系「ミュージックステーション」では、その美 少年との初となるコラボで表題曲を披露した。
さらに、CDデビュー9周年を迎え“原点回帰”をテーマにしている今作は、デビュー曲「Everybody Go」をオマージュした楽曲の構成、ダンスなどもMVの一部の演出に入っている。なお、MVはデビューからちょうど9周年となる2020年8月10日に公開された。
初回盤A/B・通常盤の3形態のいずれかを予約すると、予約枚数1枚につき1枚特典ポストカードがプレゼントされ、3形態を同時に予約すると、先着で撮り下ろしブックレットがプレゼントされる。また、通常盤の初回生産分にはシリアルコード特典が付属する。

## 特典
- 「ENDLESS SUMMER」撮り下ろしブックレット P24[注 2]
- ポストカード(BIGサイズ仕様)[注 3]
- 「ENDLESS SUMMER」壁紙タイプA/B[注 4]

## チャート成績
初週売上18.7万枚を記録し、2020年9月28日付オリコン週間シングルランキングで初登場1位を獲得。初登場1位の獲得は1stシングル「Everybody Go」から26作連続26作目で、これまでNEWSと並び歴代4位タイであった「デビューからのシングル連続1位獲得作品数」を歴代単独4位とした。

## 収録曲

### CD
※「Catapult」以降、通常盤のみ収録。
1. ENDLESS SUMMER [4:18]
作詞：草川瞬、作曲：川口進・草川瞬・佐原康太、編曲：佐原康太
  - 美 少年（ジャニーズJr.）主演（最終話 宮田俊哉・二階堂高嗣出演）テレビ朝日系金曜ナイトドラマ「真夏の少年〜19452020」主題歌
2. Sailing [4:19]
作詞：RUCCA、作曲：Simon Janlov・Saw Arrow、編曲：Simon Janlov
  - Kis-My-Ft2出演 コーワ「ウナコーワエース」CMソング
3. Catapult [3:36]
作詞：Komei Kobayashi、作曲：8on・Kieran Davis、編曲：鈴木雅也
  - dTV「キスマイどきどきーん!」テーマソング
4. Let you go [3:45]
作詞・編曲：川口進、作曲：川口進・Fredrik Samsson
5. ENDLESS SUMMER -盆踊り ver.- [3:16]
編曲：鈴木雅也
  - 表題曲の盆踊りバージョン

2020年7月21日より、ドラマで主演を務める美 少年のメンバーが、この曲に乗せてオリジナルの盆踊りを披露する動画がテレビ朝日公式YouTubeチャンネルにて公開された[11]。この盆踊りの振付は美 少年のメンバー・藤井直樹が担当した[12]。

### DVD

#### 初回盤A
1. 「ENDLESS SUMMER」MUSIC VIDEO
2. 「ENDLESS SUMMER」メイキングドキュメント

#### 初回盤B
1. KIS-MY-TV ～超マニアッククイズ～
2. 「Positive Man」MUSIC VIDEO[6]

### シリアル動画
※通常盤（初回生産分）のみ
- 「ENDLESS SUMMER」アザーカットビデオ

## 収録作品
| 楽曲タイトル   | 収録                        | 収録                                      |
| -------------- | --------------------------- | ----------------------------------------- |
| ENDLESS SUMMER | CDシングル                  | 『ENDLESS SUMMER』                        |
| ENDLESS SUMMER | ミュージック・ビデオ        | 『ENDLESS SUMMER』〈初回盤A〉             |
| ENDLESS SUMMER | ライブ映像                  | 『LIVE TOUR 2020 To-y2』                  |
| ENDLESS SUMMER | CDアルバム                  | 『BEST of Kis-My-Ft2』                    |
| ENDLESS SUMMER | ミュージック・ビデオ        | 『BEST of Kis-My-Ft2』〈初回盤A〉         |
| ENDLESS SUMMER | ライブ映像                  | 『Kis-My-Ftに逢えるde Show 2022 in DOME』 |
| Sailing        | CDシングル                  | 『ENDLESS SUMMER』                        |
| Catapult       | CDシングル                  | 『ENDLESS SUMMER』〈通常盤〉              |
| Catapult       | ライブ映像                  | 『LIVE TOUR 2020 To-y2』                  |
| Catapult       | CD （スペシャルエディット） | 『LIVE TOUR 2020 To-y2』〈通常盤DVD〉     |
| Catapult       | ライブ映像                  | 『Kis-My-Ft2 Dome Tour 2024 Synopsis』    |
| Let you go     | CDシングル                  | 『ENDLESS SUMMER』〈通常盤〉              |